# Renaldo Major
Renaldo Major (Chicago, 7 maggio 1982) è un ex cestista e allenatore di pallacanestro statunitense.

## Carriera
Con gli Stati Uniti ha disputato i Giochi panamericani di Guadalajara 2011.

## Palmarès
- Campione USBL (2005)
- All-USBL First Team (2006)
- All-USBL Second Team (2005)
- Campione NBDL (2007)
- NBA Development League Defensive Player of the Year Award (2007)
- All NBDL First Team (2007)
- Jason Collier Sportsmanship Award (2015)